# Ordine al merito culturale (Corea del Sud)
L'ordine al merito culturale è un ordine di merito della Corea del Sud. Viene assegnato dal Presidente della Corea del Sud per "servizi meritevoli eccezionali nei campi della cultura e delle arti nell'interesse della promozione della cultura nazionale e dello sviluppo nazionale". È la più alta onorificenza nel campo della cultura e delle arti popolari.

## Classi
L'ordine dispone delle seguenti classi di benemerenza:
- medaglia Geumgwan (corona d'oro, 금관?, 金冠?)
- medaglia Eungwan (corona d'argento, 은관?, 銀冠?)
- medaglia Bogwan (corona preziosa, 보관?, 寶冠?)
- medaglia Okgwan (corona con gioielli, 옥관?, 玉冠?)
- medaglia Hwagwan (corona fiorata, 화관?, 花冠?)

Il nastro cambia a seconda della classe:
| Nastri            |                  |                 |                 |                  |
| Medaglia Geumgwan | Medaglia Eungwan | Medaglia Bogwan | Medaglia Okgwan | Medaglia Hwagwan |

## Riceventi
Questa lista è suscettibile di variazioni e potrebbe essere incompleta o non aggiornata.

### Geumgwan (corona d'oro), prima classe
- Chung Myung-whun, 1996[4]
- Shin Sang-ok, 2006[5]
- Paik Nam-june, 2007[6]
- Yu Hyun-mok, 2009[7]
- Park Wan-suh, 2011[8]
- Youn Yuh-jung, 2021[9]
- Song Hae, 2022[10]
- Hwang Dong-hyuk, 2022[11]
- Lee Jung-jae, 2022[11]

### Eungwan (corona d'argento), seconda classe
- Martina Deuchler, 1995[12]
- Lee Mi-ja, 2009[13]
- Kun-Woo Paik, 2010[14]
- Shin Young-kyun, 2011[2]
- Lee Soo-man, 2011[2]
- Ha Chun-hwa, 2011[2]
- Kim Ki-duk, 2012[15]
- Cho Yong-pil, 2013[16]
- Gu Bong-seo, 2013[16]
- Ahn Sung-ki, 2013[16]
- Patti Kim, 2013[16]
- Kim Kulim, 2017[17]
- Jo Jung-rae, 2017[17]
- Song Gyu-tae, 2017[17]
- Lee Sang-gyu, 2017[17]
- Lee Soon-jae, 2018[18]
- Kim Min-ki, 2018[18]
- Bong Joon-ho, 2019[19]
- Yang Hee-eun, 2019[20]
- Kim Hye-ja, 2019[20]
- Ryu Je-dong, 2020[21]
- Go Doo-shim, 2020[22]
- Byun Hee-bong, 2020[22]
- Yoon Hang-gi, 2020[22]
- Lee Jang-hee, 2021[9]
- Lee Choon-yun, 2021[9]
- Park Chan-wook, 2022[23]
- Kang Soo-youn, 2022[23]

### Bogwan (corona preziosa), terza classe
- Hai-Kyung Suh, 1981[24]
- Sōetsu Yanagi, 1984[25]
- Son Seok-u, 2003[26]
- Park Chan-wook, 2004[27]
- Andre Kim, 2008[28]
- Shin Goo, 2010[29]
- Go Eun-jung, 2010[29]
- Im Hee-chun, 2010[29]
- Shin Jung-hyeon, 2011[2]
- Oh Seung-ryong, 2011[2]
- Yoo Ho, 2011[2]
- Kadir Topbaş, 2014[30]
- Choi Eun-hee, 2014[31]
- Han Su-san, 2017[17]
- Kim Young-ho, 2017[17]
- Kim Won, 2017[17]
- Kang Joon-il, 2017[17]
- Yoon So-jung, 2017[17]
- Song Do-soon, 2020[22]
- Song Ji-na, 2020[22]
- Im Ha-ryong, 2020[22]
- Song Jae-ho, 2021[9]
- Park In-hwan, 2021[9]
- Noh Hee-gyeong, 2021[9]
- Song Kang-ho, 2022[23]
- Park Jin-sook, 2022[23]
- Heo Young-man, 2022[23]

### Okgwan (corona con gioielli), quarta classe
- Choi Min-sik, 2004[27] – restituita nel 2006, in segno di protesta contro i tagli governativi ai programmi di sostegno alle arti[32]
- Kim Dong-joo, 2004[27]
- Young-Key Kim-Renaud, 2006[33]
- Brother Anthony, 2008[34]
- Psy, 2012[15]
- Yoon Ho-seop, 2017[17]
- Jang Eun-seok, 2017[17]
- Park In-ja, 2017[17]
- Song Kang-ho, 2019[19]

### Hwagwan (corona fiorata), quinta classe
- Ji-young Kim, 1998[35]
- Bae Yong-joon, 2008[28]
- Daisaku Ikeda, 2009[36]
- Jason Amper, 2012[35]
- Yoo Sang-deok,2017[17]
- Kim Se-yong, 2017[17]
- Lee Kyung-dong, 2017[17]
- Lim Young-ju, 2017[17]
- BTS, 2018[18] – assegnata individualmente anche a ciascuno dei componenti del gruppo[37]

### Classe sconosciuta
- Samuel Martin, 1994[38]
- Maurizio Riotto, 2011[39]